# Луданка
Луданка — река в России, протекает по территории Янегского сельского и Лодейнопольского городского поселений Лодейнопольского района Ленинградской области. Длина реки — 11 км.

## Общие сведения
Река берёт начало из болота без названия и далее течёт преимущественно в северо-западном направлении по заболоченной местности.
Река в общей сложности имеет четыре малых притока суммарной длиной 8,0 км.
Впадает на высоте 5 м над уровнем моря в реку Свирь.
В нижнем течении Луданка пересекает трассу Р21 («Кола»), затем линию железной дороги Санкт-Петербург — Мурманск в границе железнодорожной станции Лодейное Поле и после этого, перед самым устьем, улицу Республиканский тракт города Лодейное Поле.
Код объекта в государственном водном реестре — 01040100812202000012789.